# Alexandr Koshkin
Aleksandr Nikolayevich Koshkin (en ruso, Александр Николаевич Кошкин, Moscú, 13 de junio de 1959-16 de octubre de 2012) fue un boxeador amateur de peso semimedio soviético. Después de conseguir la medalla de plata en los Juegos de Moscú 1980, ganó el título europeo en 1981 y el título mundial en 1982. Koshkin normalmente mantenía una distancia del oponente y era conocido por sus nocauts repentinos.
Cuando era niño, Koshkin entrenó esquí de fondo pero cambió al boxeo a los 11 años, siguiendo los pasos de su hermano mayor. Su primer club fue el Spartak bajo la tutela de Boris Grekov, que previamente había entrenado al medallista olímpico Sergei Sivko. En 1978 Koshkin fue incluido en el equipo soviético. En la final olímpica de 1980 perdió ante el cubano Armando Martínez, aunque se tomó su venganza en la final del Mundial de 1982.
Durante su carrera, Koshkin se rompió sus manos 36 veces. Esas lesiones le forzaron a su retiro en 1983 con un récord de 180 victorias de 240 combates. Una vez retirado, entrenó a boxeadores del Dynamo y posteriormente abrió su propia escuela de boxeo. Murió a los 53 años después de haber sufrido dos infartos.